# Pseudorchesia nigrosignata
Pseudorchesia nigrosignata là một loài bọ cánh cứng trong họ Melandryidae. Loài này được Fairmaire miêu tả khoa học năm 1883.